# Juraj Kucka
Juraj Kucka (ur. 26 lutego 1987 w Bojnicach) – słowacki piłkarz, występujący na pozycji pomocnika w słowackim klubie Slovan Bratysława oraz w reprezentacji Słowacji. Uczestnik Mistrzostw Świata 2010 oraz Mistrzostw Europy 2016, 2020 i 2024. 
Wychowanek Športu Podbrezová, w swojej karierze grał także w takich zespołach, jak MFK Ružomberok, Sparta Praga, Genoa CFC, A.C. Milan, Trabzonspor, Parma Calcio 1913 i Watford FC.